# Saujac
Saujac är en kommun i departementet Aveyron i regionen Occitanien i södra Frankrike. Kommunen ligger  i kantonen Villeneuve som ligger i arrondissementet Villefranche-de-Rouergue. År 2022 hade Saujac 125 invånare.

## Befolkningsutveckling
Antalet invånare i kommunen Saujac
Referens: INSEE